# Ettingshausen
Ettingshausen ist ein Ortsteil der Gemeinde Reiskirchen im mittelhessischen Landkreis Gießen. Er hat rund 1900 Einwohner und ist der südlichste und schon zur Wetterau zählende Ortsteil von Reiskirchen.

## Ortsgeschichte

### Vor- und Frühgeschichte
Eine frühe Besiedlung beweisen Hügelgräber aus der Bronzezeit in der näheren Umgebung.

### Mittelalter
Die Ersterwähnung des Orts datiert vom 4. April 1286. Erwähnt wird eine Mühle, gelegen in „Ytinshausen“ (molendium situm in Ytinshusen). Die Siedlungsform villa wird für 1298 urkundlich für Ettingshausen verwendet. In zwei Urkunden, die zu Beginn des 14. Jahrhunderts ausgestellt wurden, unterscheidet man zwischen Klein-Ettinshusen („de minori Ittinshusen“) im Jahr 1304 und 1323 kennt einen „Johannes dictur Faber“ (Johannes genannt der Schmied) „de inferiori Ittingishusen“ (von Nieder-Ettingshausen) „ante superiorem villam Ittingishusin“ (vor dem Dorf Ober-Ettingshausen).
Der Ortsname leitet sich ab von dem Rufnamen „Ittin“ bzw. „Hittin“.
Ettingshausen wurde einst als Gewanndorf mit Dreifelderwirtschaft angelegt. Im Mittelalter unterstand es dem Gericht Münster, zählte dann längere Zeit zu Solms-Lich und kam schließlich 1806 an das Großherzogtum Hessen.

### Neuzeit
1675 war der Ortsname „Öttingshaußen“.
Während des Zweiten Weltkrieges wurde der zu Ettingshausen gehörende Flugplatz militärisch genutzt. Nach dem Zweiten Weltkrieg entwickelte sich in dessen Nähe eine Siedlung, die heutige „Flugplatzsiedlung“. Dort fanden vor allem Flüchtlinge und Vertriebene aus dem Osten eine neue Heimat.
Von der einst verkehrenden Butzbach-Licher Eisenbahn sind nur noch der ehemalige Bahnhof und Teile des Bahndammes erhalten.
Hessische Gebietsreform (1970–1977)
Zum 1. Januar 1977 wurde im Zuge der Gebietsreform in Hessen die bis dahin selbstständige Gemeinde Ettingshausen durch das Gesetz zur Neugliederung des Dillkreises, der Landkreise Gießen und Wetzlar und der Stadt Gießen in die Gemeinde Reiskirchen eingegliedert. Für Ettingshausen wurde wie für die übrigen Reiskirchener Ortsteile ein Ortsbezirk mit Ortsbeirat und Ortsvorsteher eingerichtet.

### Verwaltungsgeschichte im Überblick
Die folgende Liste zeigt die Staaten und Verwaltungseinheiten, denen Ettingshausen angehört(e):
- vor 1718: Heiliges Römisches Reich, Grafschaft Solms-Lich, Amt Lich
- ab 1718: Heiliges Römisches Reich, Grafschaft Solms-Hohensolms-Lich, Amt Lich
- ab 1792: Heiliges Römisches Reich, Fürstentum Solms-Hohensolms-Lich, Amt Lich
- ab 1806: Großherzogtum Hessen,[Anm. 2] Fürstentum Oberhessen, Amt Lich (des Fürsten Solms-Hohensolms-Lich)[14]
- ab 1815: Großherzogtum Hessen, Provinz Oberhessen, Amt Lich (des Fürsten Solms-Hohensolms-Lich)[15]
- ab 1820: Großherzogtum Hessen, Provinz Oberhessen, Amt Lich (Patrimonialgericht: Standesherrliches Amt Lich des Fürsten Solms-Hohensolms-Lich)
- ab 1822: Großherzogtum Hessen, Provinz Oberhessen, Landratsbezirk Hungen[Anm. 3]
- ab 1837: Großherzogtum Hessen, Provinz Oberhessen, Kreis Grünberg
- ab 1848: Großherzogtum Hessen, Regierungsbezirk Gießen
- ab 1852: Großherzogtum Hessen, Provinz Oberhessen, Kreis Gießen
- ab 1867: Norddeutscher Bund,[Anm. 4] Großherzogtum Hessen, Provinz Oberhessen, Kreis Gießen
- ab 1871: Deutsches Reich, Großherzogtum Hessen, Provinz Oberhessen, Kreis Gießen
- ab 1918: Deutsches Reich (Weimarer Republik), Volksstaat Hessen, Provinz Oberhessen, Kreis Gießen
- ab 1938: Deutsches Reich, Volksstaat Hessen, Landkreis Gießen[16][Anm. 5]
- ab 1945: Amerikanische Besatzungszone,[Anm. 6] Groß-Hessen, Regierungsbezirk Darmstadt, Landkreis Gießen
- ab 1946: Amerikanische Besatzungszone, Hessen, Regierungsbezirk Darmstadt, Landkreis Gießen
- ab 1949: Bundesrepublik Deutschland, Hessen, Regierungsbezirk Darmstadt, Landkreis Gießen
- ab 1977: Bundesrepublik Deutschland, Hessen, Regierungsbezirk Darmstadt, Lahn-Dill-Kreis, Gemeinde Reiskirchen
- ab 1979: Bundesrepublik Deutschland, Hessen, Regierungsbezirk Darmstadt, Landkreis Gießen, Gemeinde Reiskirchen
- ab 1981: Bundesrepublik Deutschland, Hessen, Regierungsbezirk Gießen, Landkreis Gießen, Gemeinde Reiskirchen

### Gerichte seit 1803
In der Landgrafschaft Hessen-Darmstadt wurde mit Ausführungsverordnung vom 9. Dezember 1803 das Gerichtswesen neu organisiert. Für die Provinz Oberhessen wurde das „Hofgericht Gießen“ als Gericht der zweiten Instanz eingerichtet. Die Rechtsprechung der ersten Instanz wurde durch die Ämter beziehungsweise Standesherren vorgenommen und somit war für Ettingshausen ab 1806 das „Patrimonialgericht der Fürsten Solms-Hohensolms-Lich“ in Lich zuständig. Nach der Gründung des Großherzogtums Hessen 1806 wurden die Aufgaben der ersten Instanz 1821–1822 im Rahmen der Trennung von Rechtsprechung und Verwaltung auf die neu geschaffenen Land- beziehungsweise Stadtgerichte übertragen. Ab 1822 ließen die Fürsten Solms-Hohensolms-Lich ihre Rechte am Gericht durch das Großherzogtum Hessen in ihrem Namen ausüben. „Landgericht Lich“ war daher die Bezeichnung für das erstinstanzliche Gericht, das für Ettingshausen zuständig war. Erst infolge der Märzrevolution 1848 wurden mit dem „Gesetz über die Verhältnisse der Standesherren und adeligen Gerichtsherren“ vom 15. April 1848 die standesherrlichen Sonderrechte endgültig aufgehoben.
Anlässlich der Einführung des Gerichtsverfassungsgesetzes mit Wirkung vom 1. Oktober 1879, infolge derer die bisherigen großherzoglichen Landgerichte durch Amtsgerichte an gleicher Stelle ersetzt wurden, während die neu geschaffenen Landgerichte nun als Obergerichte fungierten, kam es zur Umbenennung in „Amtsgericht Lich“ und Zuteilung zum Bezirk des Landgerichts Gießen. Zum 1. Januar 1882 wurde Ettingshausen an das Amtsgericht Laubach abgegeben. Am 1. Juli 1968 erfolgte die Auflösung des Amtsgerichts Laubach und Ettingshausen wurde dem Sprengel des Amtsgerichts Gießen zugeteilt.

## Bevölkerung

### Einwohnerstruktur 2011
Nach den Erhebungen des Zensus 2011 lebten am Stichtag, dem 9. Mai 2011 in Ettingshausen 1779 Einwohner. Darunter waren 45 (2,5 %) Ausländer. Nach dem Lebensalter waren 348 Einwohner unter 18 Jahren, 753 zwischen 18 und 49, 387 zwischen 50 und 64 und 197 Einwohner waren älter. Die Einwohner lebten in 741 Haushalten. Davon waren 186 Singlehaushalte, 219 Paare ohne Kinder und 243 Paare mit Kindern, sowie 75 Alleinerziehende und 18 Wohngemeinschaften. In 132 Haushalten lebten ausschließlich Senioren und in 528 Haushaltungen lebten keine Senioren.

### Einwohnerentwicklung
| Ettingshausen: Einwohnerzahlen von 1830 bis 2019 | Ettingshausen: Einwohnerzahlen von 1830 bis 2019 | Ettingshausen: Einwohnerzahlen von 1830 bis 2019 | Ettingshausen: Einwohnerzahlen von 1830 bis 2019 | Ettingshausen: Einwohnerzahlen von 1830 bis 2019 |
| --- | ------------------------------------------------ | ------------------------------------------------ | ------------------------------------------------ | ------------------------------------------------ |
| Jahr |                                                  |                                                  |                                                  | Einwohner                                        |
| 1830 | 1830                                             |                                                  | 539                                              | 539                                              |
| 1834 | 1834                                             |                                                  | 616                                              | 616                                              |
| 1840 | 1840                                             |                                                  | 693                                              | 693                                              |
| 1846 | 1846                                             |                                                  | 698                                              | 698                                              |
| 1852 | 1852                                             |                                                  | 656                                              | 656                                              |
| 1858 | 1858                                             |                                                  | 578                                              | 578                                              |
| 1864 | 1864                                             |                                                  | 556                                              | 556                                              |
| 1871 | 1871                                             |                                                  | 582                                              | 582                                              |
| 1875 | 1875                                             |                                                  | 614                                              | 614                                              |
| 1885 | 1885                                             |                                                  | 578                                              | 578                                              |
| 1895 | 1895                                             |                                                  | 547                                              | 547                                              |
| 1905 | 1905                                             |                                                  | 568                                              | 568                                              |
| 1910 | 1910                                             |                                                  | 617                                              | 617                                              |
| 1925 | 1925                                             |                                                  | 639                                              | 639                                              |
| 1939 | 1939                                             |                                                  | 636                                              | 636                                              |
| 1946 | 1946                                             |                                                  | 944                                              | 944                                              |
| 1950 | 1950                                             |                                                  | 989                                              | 989                                              |
| 1956 | 1956                                             |                                                  | 851                                              | 851                                              |
| 1961 | 1961                                             |                                                  | 777                                              | 777                                              |
| 1967 | 1967                                             |                                                  | 779                                              | 779                                              |
| 1980 | 1980                                             |                                                  | ?                                                | ?                                                |
| 1990 | 1990                                             |                                                  | ?                                                | ?                                                |
| 2000 | 2000                                             |                                                  | ?                                                | ?                                                |
| 2011 | 2011                                             |                                                  | 1.779                                            | 1.779                                            |
| 2012 | 2012                                             |                                                  | 1.927                                            | 1.927                                            |
| 2015 | 2015                                             |                                                  | 1.936                                            | 1.936                                            |
| 2019 | 2019                                             |                                                  | 1.977                                            | 1.977                                            |
| Datenquelle: Historisches Gemeindeverzeichnis für Hessen: Die Bevölkerung der Gemeinden 1834 bis 1967. Wiesbaden: Hessisches Statistisches Landesamt, 1968. Weitere Quellen: ; nach 1980: Gemeinde Reiskirchen (HW+NW-Sitze) im Haushaltsplan Vorbericht; Zensus 2011 |                                                  |                                                  |                                                  |                                                  |

### Historische Religionszugehörigkeit
| • 1830: | 521 evangelische (= 96,7 %), 18 jüdische (= 3,3 %) Einwohner      |
| • 1961: | 643 evangelische (= 82,8 %), 121 katholische (= 15,6 %) Einwohner |

### Historische Erwerbstätigkeit
| • 1961: | Erwerbspersonen: 146 Land- und Forstwirtschaft, 170 Produzierendes Gewerbe, 45 Handel, Verkehr und Nachrichtenübermittlung, 41 Dienstleistungen und Sonstiges. |

## Politik
Wappen: Am 17. August 1965 wurde der Gemeinde Ettingshausen ein Wappen mit folgender Blasonierung verliehen: In Rot über einem silbernen Herzen mit zwei aufsitzenden, einander zugewandten goldenen Vögeln mit blauen Schnäbeln und Füßen ein goldener sechsstrahliger Stern, darüber eine silberne fünfzackige, mit blauen und roten Steinen belegte Krone.

## Kirche

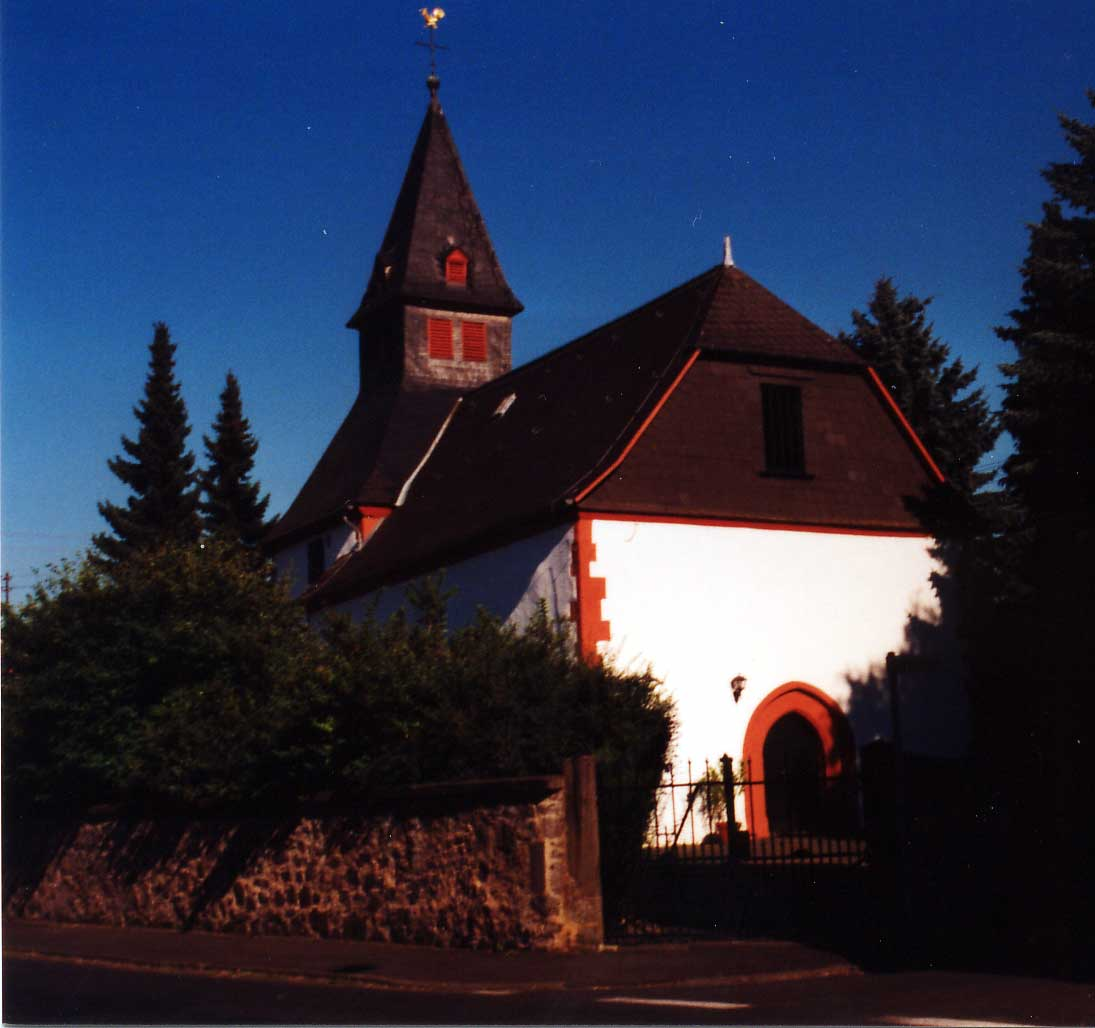
Kirche

Die Evangelische Kirche befindet sich im Ortszentrum an der Hauptstraße. Sie wurde um 1260 als Wehrkirche erbaut und diente neben Gottesdiensten auch zum Schutz der Bürger. Quer gegenüber befinden sich das Pfarramt und ein Gemeindehaus.

## Infrastruktur

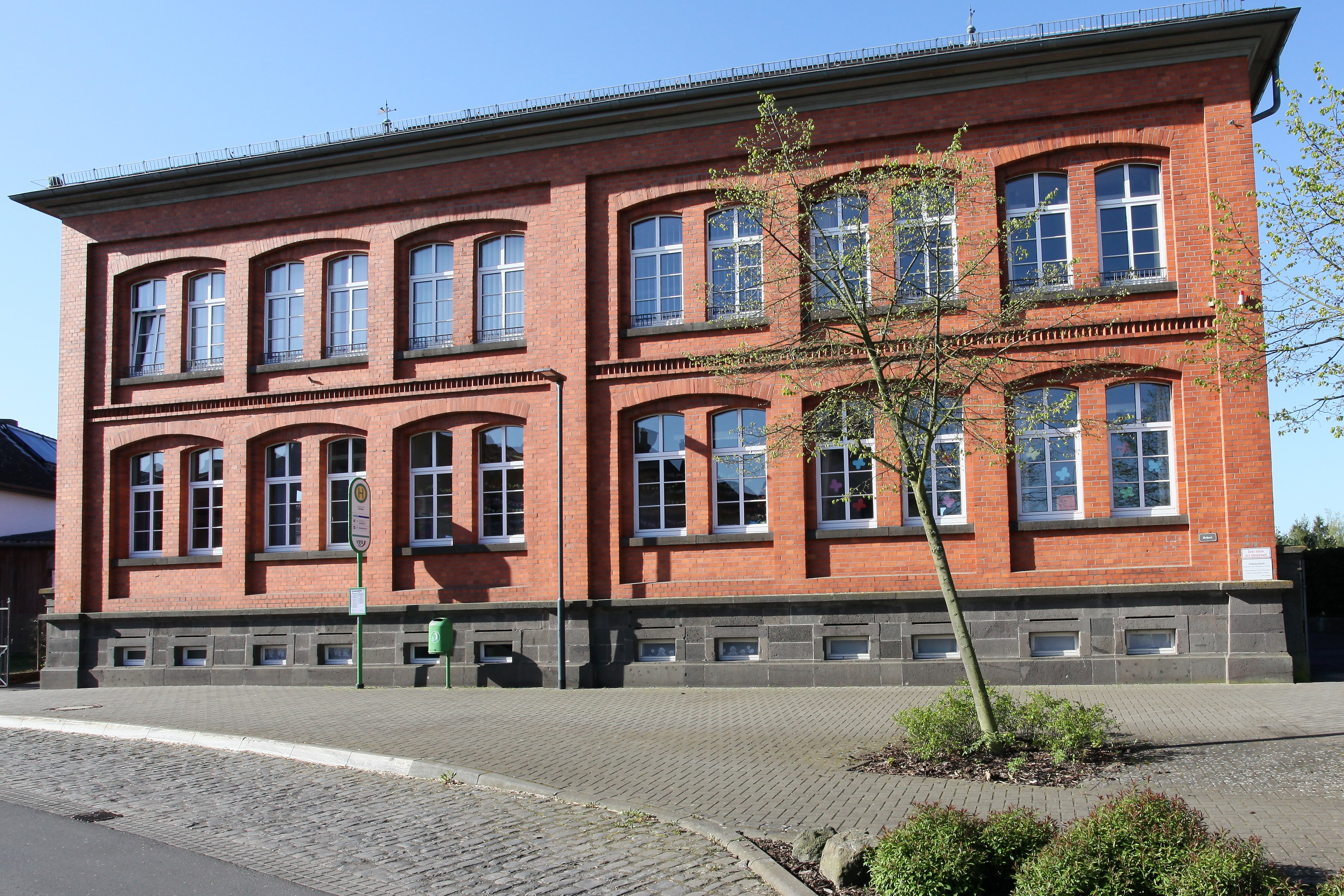
Schulgebäude in Ettingshausen

Im Zentrum wurde in den 1990er Jahren eine Art „Marktplatz“ geschaffen, um den herum sich ein Komplex mit kleinen Läden und einer Bank, sowie gegenüber ein Jugendzentrum, eine Gaststätte und die Sport- und Kulturhalle anschließen. Es ist ein beliebter Treffpunkt.

### Grundschule
Die Grundschule Ettingshausen ist eine öffentliche Schule. Das Gebäude wurde 1895 erbaut. Auf der ehemaligen Festwiese hinter der Schule wurde in den 1990er Jahren ein weiteres zweistöckiges Gebäude errichtet, um die Kapazität der Schule zu vergrößern. In der unteren Etage befindet sich auch ein Teil des Kindergartens, der somit auch erweitert wurde.

### Schwimmbad
Am nördlichen Ortsrand befindet sich das örtliche Freibad. Neben dem Schwimmbecken (30 m × 11 m) gibt es auch ein Kleinkinderbecken. Das Angebot umfasst eine 4000 m² große Liegewiese, einen Spielplatz, sowie ein Beach-Volleyballfeld und Tischtennisplatten. Das Schwimmbad ist eines der wenigen in der Umgebung und deshalb auch in den Nachbarorten sehr beliebt.